# هيو ماكديرموت
هيو ماكديرموت (بالإنجليزية: Hugh McDermott)‏ هو مدرب كرة سلة أمريكي، ولد في 19 نوفمبر 1893، وتوفي في 29 يوليو 1978.